# David Horsley
David Horsley (Durham, 11 marzo 1873 – Los Angeles, 23 febbraio 1933) è stato un produttore cinematografico inglese naturalizzato statunitense.
Pioniere del cinema muto, fu il primo a costruire a Hollywood uno studio cinematografico.
Insieme al fratello William, David fondò nel 1911 a Bayonne, nel New Jersey, la casa di produzione Nestor Film Company. Il 27 ottobre 1911, la compagnia aprì i suoi studi in California, in una località chiamata Hollywood. Piazzati dietro a una taverna, furono i primi studi stabili di quella che sarebbe di lì a poco diventata la capitale del cinema.

## Biografia
David Horsley nacque nel 1873 a West Stanley, piccolo centro minerario di Durham, nell'Inghilterra nord orientale, dove tutti in famiglia lavoravano per l'industria mineraria: il nonno paterno era stato direttore generale della società, suo padre Robert era meccanico e fabbro, il nonno materno sellaio. All'età di nove anni, nel gennaio del 1884, il piccolo David rimase gravemente ferito a un braccio cadendo sui binari della ferrovia al passeggio di un treno. Per timore che l'arto gli andasse in gangrena, glielo amputarono sotto il gomito.
La madre, reputando che non ci sarebbe stato futuro nella piccola città per un disabile, decise che la famiglia doveva emigrare. In ottobre, gli Horsley partirono per gli Stati Uniti. Dopo essere sbarcati a New York, si stabilirono nel New Jersey, a Bayonne. David, per aiutare la famiglia, cominciò a lavorare vendendo giornali e facendo il fattorino. Fu preso in simpatia da J.T.R. Proctor, il proprietario del giornale locale, che gli pagò gli studi serali.
Le sue attività di piccolo imprenditore presero inizio con un negozio di biciclette che David aprì quando aveva diciannove anni. Nel 1903, comperò un terreno dove costruì una sala da biliardo. Nel 1907, però, ci fu una grossa recessione e la sua attività ne fu danneggiata. Si mise allora in affari con Charles Gorman, un suo cliente, che proveniva dal mondo del cinema avendo lavorato per qualche tempo come attore alla Biograph prima di essere licenziato a causa della crisi finanziaria. Gorman, David e suo fratello William Horsley (1870–1956) si unirono in società. Mentre Gorman offriva la sua conoscenza del settore, David mise a disposizione i terreni dove impiantare gli studi e le sue competenze in meccanica per costruire una macchina da presa usando i pezzi di un vecchio proiettore. Dietro alla sala da biliardo venne costruita una piattaforma di legno dove poter girare i film e la nuova compagnia venne battezzata con il nome di Centaur Film Company.
I primi tempi furono terribili e il giovane imprenditore dovette farsi finanziare dai genitori. Il problema più grosso fu quello della Motion Picture Patents Company di Thomas Edison. Creata nel 1908, la MPPC era il braccio armato di Edison: proteggeva i suoi brevetti con una politica aggressiva volta a eliminare qualsiasi concorrente, boicottando pesantemente quelli che non facevano parte del Trust. Non potendo lavorare sulla costa orientale, troppo controllata dagli agenti della MPPC, Horsley si volse alla costa occidentale, cercando un luogo più tranquillo nella lontana California. Fu così che arrivò a Hollywood.

### California
Nell'autunno del 1911, la Nestor Motion Picture Company aprì il primo studio cinematografico fisso di Hollywood, situato in un edificio dove si trovava la Taverna Blondeau, all'angolo tra il Sunset Boulevard e Gower Street. Direttore generale della nuova compagnia era il regista Al Christie. Nello staff spiccava anche il nome di Charles Rosher, un inglese, direttore della fotografia di grande talento, che lavorò a tempo pieno per la società come cameraman. La produzione dei film western venne affidata a Milton H. Fahrney, mentre i drammi furono appannaggio di Thomas Ricketts.
Il 20 maggio 1912, venne formata la Universal Film Manufacturing Company che assorbì molte piccole compagnie tra cui anche quella di Horsley. Quest'ultimo ricevette 175.000 dollari in azioni privilegiate e 204.000 in azioni ordinarie dell'Universal. Inoltre, fu nominato tesoriere con uno stipendio di 200 dollari la settimana. Ben presto, nella nuova società nacquero frizioni per il controllo della compagnia. Horsley cedette a Carl Laemmle la sua quota per una somma considerevole che lo rese ricco. Ormai senza più preoccupazioni finanziarie, Horsley si premiò con un viaggio che lo riportò nel Regno Unito, proseguendo poi con un tour europeo.

### Lo zoo
Quando, nell'agosto 1914, scoppiò la guerra, Horsley si trovava ancora in Europa. A Londra, si dovettero evacuare gli animali dello zoo per ragioni militari. Horsley comperò gli animali della jungla - tra i quali si trovavano 58 leoni e due elefanti - per 40.000 dollari, circa un decimo del denaro che aveva ottenuto dalla vendita delle azioni Universal, e li fece imbarcare su una nave. Spese 15.000 dollari per il trasporto fino agli Stati Uniti. Lì, spese altri 47.000 dollari per costruire un parco che comprendeva tribune, arene, gabbie e una grande recinzione in cemento su un terreno che pagò 600 dollari al mese.
La nuova attività di Horsley si rivelò molto costosa. Fece il suo primo spettacolo nel 1915: a fronte di spese fisse molto onerose di almeno 225 dollari al giorno, il ricavato non superò mai i 165 dollari. Per riequilibrare i conti, Horsley ritornò alla produzione e costruì uno studio cinematografico che utilizzava gli animali impiegati nelle riprese. Vi fu girato il film Stanley in Darkest Africa e circa duecento comiche di George Ovey. Nel 1919, Horsley dovette però arrendersi e presentare istanza di fallimento per bancarotta. Ormai le sue ricchezze erano andate e ora si trovava con un debito di 38.000 dollari. Abbattuto, Horsley non si riprese più.

### Morte
David Horsley morì il 23 febbraio 1933, praticamente dimenticato. Venne sepolto all'Hollywood Cemetery, l'attuale Hollywood Forever Cemetery.

## Filmografia

### David Horsley Productions
- The Wages of Sin (1913)
- The Bait, regia di William Bowman (1916)
- Vengeance Is Mine!, regia di Robert Broadwell (1916)
- The Soul's Cycle, regia di Ulysses Davis (1916)
- A Law Unto Himself, regia di Robert Broadwell (1916)
- The Heart of Tara, regia di William Bowman (1916)
- The Hidden Law (1916)
- The Love Liar, regia di Crane Wilbur (1916)
- The Leopard's Bride (1916)
- The Conscience of John David, regia di Crane Wilbur (1916)
- The Wasted Years, regia di Robert Broadwell (1916)
- Her Bargain, regia di Tom Ricketts[2] (1917)
- The Painted Lie, regia di Robert Broadwell, Harrish Ingraham e Crane Wilbur (1917)
- The Single Code, regia di Tom Ricketts (1917)
- The Eye of Envy, regia di Harrish Ingraham (1917)
- Unto the End, regia di Harrish Ingraham (1917)
- Breezy Jim, regia di Lorimer Johnston (1919)
- Devil McCare, regia di Lorimer Johnston (1919)